# 66e régiment de marche
Pour les articles homonymes, voir 66e régiment.
Le 66e régiment d'infanterie de marche (ou 66e régiment de marche) est un régiment d'infanterie français, qui a participé à la guerre franco-allemande de 1870.

## Création et différentes dénominations
- 11 décembre 1870 : formation du 66e régiment d'infanterie de marche
- 11 septembre 1871 : fusion dans le 66e régiment d'infanterie de ligne

## Chef de corps
Le régiment est commandé par le lieutenant-colonel Lecorbeiller,,.

## Historique
Le 66e de marche est formé le 11 décembre 1870 à Tours, à trois bataillons à six compagnies. Il amalgame la 8e compagnie de dépôt du 11e régiment de ligne, la 5e compagnie de dépôt du 22e, les 5e et 6e compagnies de dépôt du 42e, la 6e compagnie de dépôt du 52e, la 5e compagnie de dépôt du 56e, la 6e compagnie de dépôt du 72e, la 3e compagnie de dépôt du 79e, la 6e compagnie de dépôt du 87e et les 8e, 9e, 10e et 11e compagnies de dépôt du 88e.
Il est affecté à la 1re brigade de la 1re division du 19e corps, rassemblé au Camp de Conlie fin décembre. Il fusionne le 11 septembre 1871 dans le 66e régiment d'infanterie de ligne.